# Eliane de Grammont
Eliane Aparecida de Grammont (São Paulo, 10 de agosto de 1955 – São Paulo, 30 de março de 1981) foi uma cantora e compositora brasileira, tornada célebre por ter sido vítima de feminicídio por parte de seu ex-marido Lindomar Castilho, crime que marcou a história do país como parte da campanha de combate à violência contra a mulher.

## Biografia
Era filha da compositora Elena de Grammont, e seus irmãos na maioria seguiram a carreira jornalística e no rádio - caso de sua irmã Helena de Grammont, jornalista da rede Globo; seu pai morrera de miocardiopatia, doença que também vitimou dois de seus irmãos.
Em 1977 Eliane conhecera na gravador RCA o cantor de boleros Lindomar Castilho, que então experimentava um grande sucesso popular, havendo vendido em um de seus LPs mais de 800 mil cópias - número bastante expressivo para a época; após dois anos de namoro se casaram em 1979.
Sua família foi contra a união, mas ela contrariou os parentes para unir-se ao cantor; também insistiu em que o casamento se desse pela separação de bens, para deixar claro que não estava com ele em razão de seu sucesso e fortuna. O cantor exigiu que ela parasse de cantar.
Durante o breve relacionamento o casal teve uma filha e, diante do abuso de álcool pelo cantor, dado a crises violentas de ciúme, episódios de agressão, separações e reconciliações, culminou com o desquite após pouco mais de um ano de casamento, em 1980.
Seis meses depois do casamento ela ainda tentou uma reconciliação, mas Lindomar exigira que ela assinasse um documento contendo dez compromissos, entre os quais pedir perdão à empregada que há anos trabalhava para ele e que fora motivo de brigas do casal.
Eliane havia descoberto que também era portadora a miocardiopatia que matara seus familiares, e ainda assim tentou retomar a carreira como cantora; foi então que recebeu o convite de Carlos Randall para se apresentar no café "Belle Époque", e com ele passou a ter um romance.

## O crime
Eliane, que interrompera a carreira com o nascimento da filha, estava havia cerca de um ano separada de Castilho e se apresentava num bar da capital paulista quando o cantor a alvejou com vários tiros, atingindo ainda o músico que a acompanhava, o violonista Carlos Roberto da Silva, ferido no abdome. Conhecido com o nome artístico de Carlos Randall, o músico era primo do próprio Lindomar, que o levara para São Paulo em 1974; Lindomar desconfiava do envolvimento amoroso dele com sua ex-mulher, situação que foi agravada quando este também se separou da mulher. Após o crime, Lindomar tentou fugir, mas foi detido e espancado por populares, que o amarraram até a chegada da polícia; ferida mortalmente, Eliane chegou a ser levada a um pronto-socorro, mas ali chegou já sem vida.
No momento em que fora alvejada, Eliane cantava a música "João e Maria", de Chico Buarque, justamente no momento dos versos que diziam "Agora era fatal que o faz de conta terminasse assim".
Durante o julgamento a defesa de Lindomar explorou alegações de que a vítima era uma mãe que não cumpria com as suas obrigações, além de ser uma mulher infiel e de conduta reprovável; durante o tempo em que durou, mulheres protestavam diante do tribunal pelo direito à vida, e aos poucos homens foram se juntando para provocá-las, sob o argumento de um "direito" de matar em casos de "defesa da honra" masculina. Através de eufemismos então em voga, seu advogado Waldir Troncoso Perez arguiu que o réu agira tomado por "violenta emoção"; na época, tais crimes eram justificados com escusas como passionalidade, perda da paz ou "legítima defesa da honra". Atuou na assistência de acusação o então presidente da OAB, Marcio Thomaz Bastos e cinco dos sete jurados votaram pela condenação.

### Contexto histórico e cultural
Ainda em liberdade, Castilho respondeu ao júri em 1984 e mulheres se manifestavam diante do fórum; no segundo dia do julgamento muitos homens foram levados até lá (segundo relatos, contratados para tal) e passaram a jogar ovos nas manifestantes e a gritar-lhes palavras como "mulher que bota chifre tem que virar sanduíche". Mesmo condenado, o cantor recorreu livre.
No contexto social da época, a impunidade era maior se comparada aos dias atuais. Por exemplo, Sérgio Malandro que, junto a outros homens, estuprara uma jovem no Rio de Janeiro e, apesar de confesso, ficou impune graças a amizades influentes. Ou mesmo a canção "Se Te Agarro Com Outro Te Mato", de Sidney Magal, a qual continha uma letra relacionada à violência: "Se te agarro com outro / Eu te mato / Te mando algumas flores / E depois escapo".
Na época, o adultério era considerado um crime pelo Código Penal Brasileiro vigente, e tramitava ainda no Congresso um projeto que excluía esse tipo delituoso.

### Impacto cultural e defesa da mulher
O crime, em que Lindomar alegava ter sido traído pela mulher, ganhou grande repercussão no Brasil, não somente por envolver nomes bastante conhecidos da música popular da época, como também por ter a imprensa assumido, então, importante papel na mudança da visão social dos chamados "crimes passionais", recebendo da mídia ampla cobertura.
Depois de uma missa em sua homenagem celebrada na Igreja da Consolação no dia 4 de abril de 1981, mais de mil mulheres vestidas de preto marcharam em protesto contra a violência de homens feminicidas, com palavras de ordem como "Quem ama não mata", até o Cemitério do Araçá. Diversas instituições de luta pelos direitos da mulher surgiram em razão dos protestos contra esse feminicídio; uma delas foi o "Grupo masculino de apoio à luta das mulheres", integrado intelectuais diversos e que lançou então um "manifesto contra a barbárie".
O humorista Henfil, que apresentava um quadro chamado "TV Homem" no programa diário televisivo TV Mulher, publicava uma seção na revista hebdomadária ISTOÉ em que escrevia cartas à sua mãe e comentava fatos da semana; na edição de 8 de abril de 1981, ao comentar o fato de que policiais haviam vestido um assaltante de mulher e o fizeram assim desfilar pelas ruas, como humilhação, escreveu ironicamente: "Por que é que vestir um homem de mulher é humilhar, é desmoralizar? Por que ser mulher é a coisa mais humilhante e desmoralizada que tem? Pior que ser cachorro, pato ou galinha? (...) Pois. É por isso que um (dois, três, mil) Lindomar Castilho tem o legítimo direito de matar a Eliane de Grammont. Ah, ele é apenas misericordioso. Quis livrar a Eliane da humilhação, da desmoralização de ser... uma mulher."
Em novembro de 1982, respondendo em liberdade pelo crime, Lindomar foi impedido por centenas de mulheres de se apresentar num show em Goiânia, com a distribuição de um panfleto que trazia uma foto dele com a esposa e a filha Liliane e os dizeres: "Eliane Gramont(sic) não vai cantar hoje. Ela está morta".
Em 2019, o caso foi listado pelo site Último Segundo (do IG) como um dos "crimes famosos que chocaram" o Brasil.

## Homenagens
Na capital paulista, no bairro da Barra Funda, foi dado o nome "Eliane Aparecida de Grammont" a uma de suas vias já em dezembro de 1981.
"Eliane de Grammont" também é nome de rua na cidade Londrina, no Paraná.
Na capital paulista existe a Casa Eliane de Grammont, instituição estatal destinada a dar apoio psicossocial e jurídico a mulheres em situação de violência de gênero, mantida pela prefeitura de São Paulo.